# Назъм паша
Назим паша (още Назъм паша) е министър на войната (29 юли 1912 – 22 януари 1913) и главнокомандващ на действащата армия на Османската армия, през Балканската война.

## Биография
Назим паша е твърд привърженик на френската офанзивна доктрина, разработена от Фердинанд Фош, негов инструктор във френската генерал-щабна академия, достигнал до чин генералисимус, върховен главнокомандуващ на Съюзническите сили на Западния фронт в заключителния етап на Първата световна война. След назначаването му за началник-щаб, Назим паша извършва бързи промени в османската военна доктрина, създадена от Колмар фон дер Голц, немският офицер, който отговаря за реорганизацията и обучението на османската армия. Доктрината на Голц предписва в случай на война с балканските държави османските сили да останат в отбрана на двата – западния Вардарски и източния Тракийски военен театър.

## Оперативният план на Назим паша за Балканската война
В началото на Балканската война (1912 - 1913) Назим паша изоставя дефанзивната (и вероятно по-реалистична) доктрина на Голц и въпреки че Османската империя има сериозни проблеми с мобилизацията на войската (по-малко от половината от очакваните 600 000 души се явяват), разработва офанзивен план, включващ настъпателни операции и на двата фронта. Тъй като сръбската армия, вследствие на поражението в Сръбско-българската война се счита за по-слабия противник дори и от западните наблюдатели, Назим паша планира да я атакува първа и да я изведе от строя. След което планира да нападне България (която се счита за най-силния противник от съюзниците) от Македонския и Тракийския фронт едновременно. Една от причините за провала му е именно подценяването на сръбската армия.